# Аденофостин
Аденофостин A — мощный агонист рецептора инозитолтрифосфата (IP3) и может оказывать на рецептор даже более сильное воздействие, чем IP3.
Рецептор инозитолфосфата 3 — лигандзависимый внутриклеточный канал высвобождения Ca2+, играющий центральную роль в изменении концентрации свободного цитоплазматического Ca2+. Аденофостин A по своей структуре отличается от IP3, но способен вызвать ощутимый кальциевый всплеск в клетке.